# Cultura dell'Azerbaigian

Miniatura di danza nazionale delle ragazze azere

La cultura dell'Azerbaigian è una cultura di popoli e nazionalità che hanno vissuto e vivono oggigiorno sul territorio dell'Azerbaigian e degli stati che esistevano sul territorio dell'Azerbaigian moderno. Lo sviluppo della cultura nel territorio dell'Azerbaigian riflette la sua storia satura di incidenti politici e militari e la sua posizione sulle vie che sin dall'antichità collegava l'Oriente con l'Occidente.
Cultura dell'Azerbaigian (in azero: Azərbaycan mədəniyyəti) è la cultura della Repubblica dell'Azerbaigian e dell'Azerbaigian del sud (persiano). Si è sviluppato sotto l'influenza dell'eredità iraniana, turca e caucasica così come le influenze russe a causa del suo precedente status di repubblica sovietica.
Nel XV secolo si formarono due centri di cultura azera: l'Azerbaigian del sud(persiano) e il Karabakh, che finiscono formarsi completamente nei XVI-XVIII secoli. Parlando dell'origine della cultura azera precisamente nel quattordicesimo e quindicesimo secolo, si dovrebbe tenere a mente principalmente la letteratura e altre parti della cultura organicamente collegate alla lingua. 
Reperti archeologici e monumenti materiali conservati testimoniano lo sviluppo culturale dei popoli che vivevano sul territorio dell'Azerbaigian, sia quelli preistorici (reperti di Qobustan) che albanesi (templi nei villaggi di Kum e Lekit).
Con la diffusione dell'Islam nel corso di molti secoli, la cultura musulmana si sta sviluppando, si stanno costruendo moschee, madrase, mausolei e si stanno sviluppando forme ornamentali di arte decorativa. Essendo una parte dell'Impero russo agli inizi del XIX secolo ha permesso ai popoli che vivevano sul territorio dell'Azerbaigian per la introduzione alla cultura russa, e attraverso di essa - alla cultura mondiale. Un cambiamento fondamentale è previsto nello sviluppo culturale dell'Azerbaigian nel periodo sovietico. Il XXI secolo è segnato con la modernizzazione dell'Azerbaigian nella sfera culturale.

## Storia dello sviluppo delle culture nel territorio dell'Azerbaigian

### Cultura preistorica

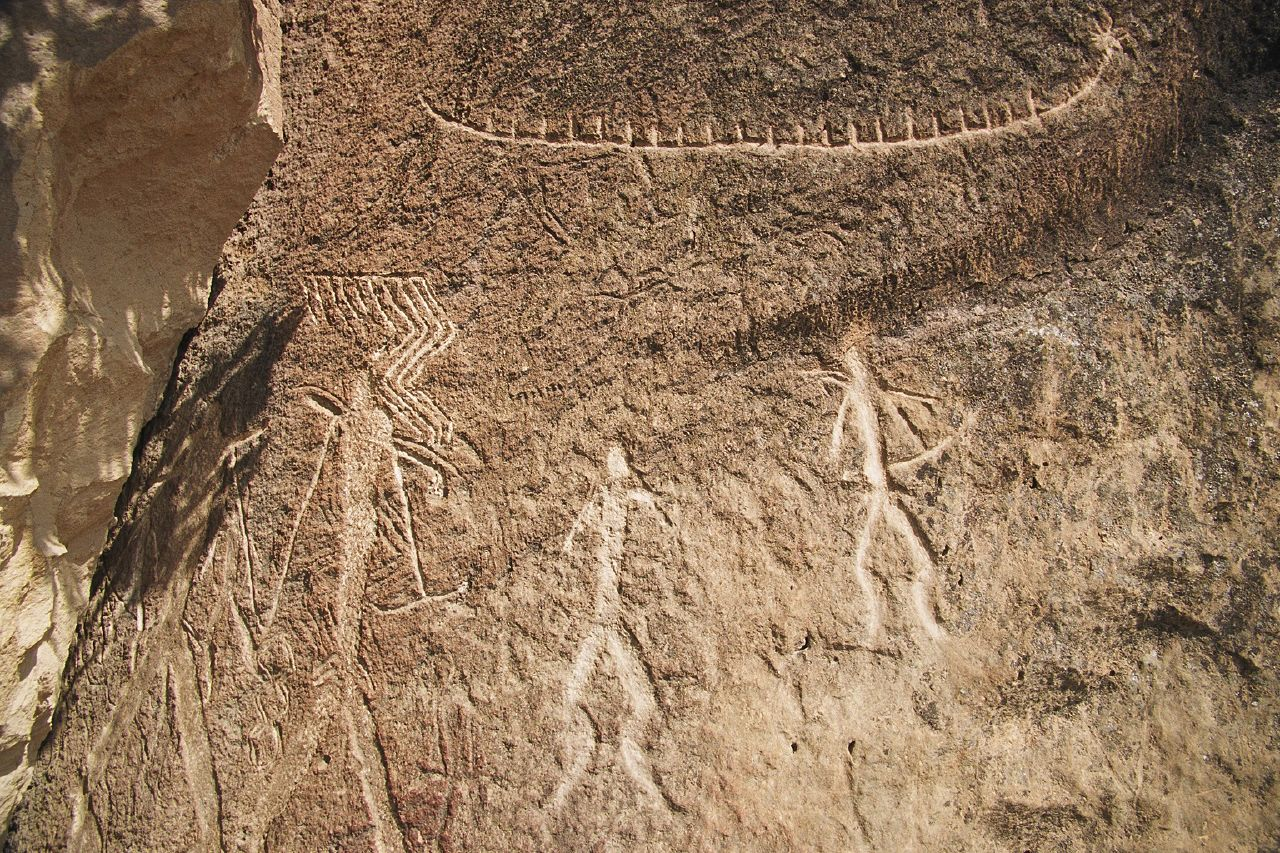
Petroglifi di Gobustan

Nell'VIII-V millennio a.C., risalgono i primi incisioni rupestri (scene di lavoro, vita, cerimonie rituali) a Gobustan (datati fino allo sviluppo del Medioevo). Le immagini conservate sulle rocce di Gobustan, che riflettono le rappresentazioni magiche e totemiche degli antichi popoli, i loro riti religiosi, le scene di caccia ai vari animali selvatici, ecc., testimoniano l'arte primitiva nell'epoca mesolitica nel territorio dell'Azerbaigian. Le incisioni raffigurano uomini e donne, scene di pesca, vari animali selvatici ecc. È anche possibile trovare immagini di cavalieri a cavallo, una figura eroica solitaria di una mietitore con una falce, girotondo di figure delle persone danzanti, che ricordano la danza popolare azera "yallı" (detto anche come halay), barche con vogatori e segni solari. È possibile inoltre vedere i disegni di animali che vivevano qui negli ultimi 25.000 anni: gazzelle, caprioli, cervi, cinghiali, cavalli, leoni, ecc. Immagini di uccelli, pesci, serpenti, lucertole e vari insetti si trovano anche sulle rocce.
Il gavaldash è un tamburo di pietra originario della riserva di Gobustan, grazie al quale è possibile estrarre un motivo ritmicamente chiaro toccando la lastra di pietra, accompagnando danze rituali e cerimonie. A proposito dei riti testimoniano le cavità nei blocchi di pietra, che servivano a drenare il sangue degli animali sacrificali. Dall'era dell'Eneolitico e del Bronzo Antico, sono sopravvissuti numerosi menhir, dolmen, cromlech, vasi di ceramica zoomorfiche, gioielli, figure di argilla e pietra di persone e animali.

### Cultura dell'Albania caucasica
All'inizio della nostra era, è sorto lo stato dell'Albania caucasica con la capitale della città di Qəbələ, nella parte nord-orientale dell'attuale Azerbaigian. A cavallo del Medioevo nel nord-est del moderno Azerbaigian - la riva sinistra del fiume Kura era abitata principalmente da albanesi caucasici, un'alleanza di tribù, legata al gruppo di lingue Nakh-Daghestan (dette anche lingue caucasiche nordorientali) che parlavano in tante lingue (almeno 26) non mutualmente intelligibili.

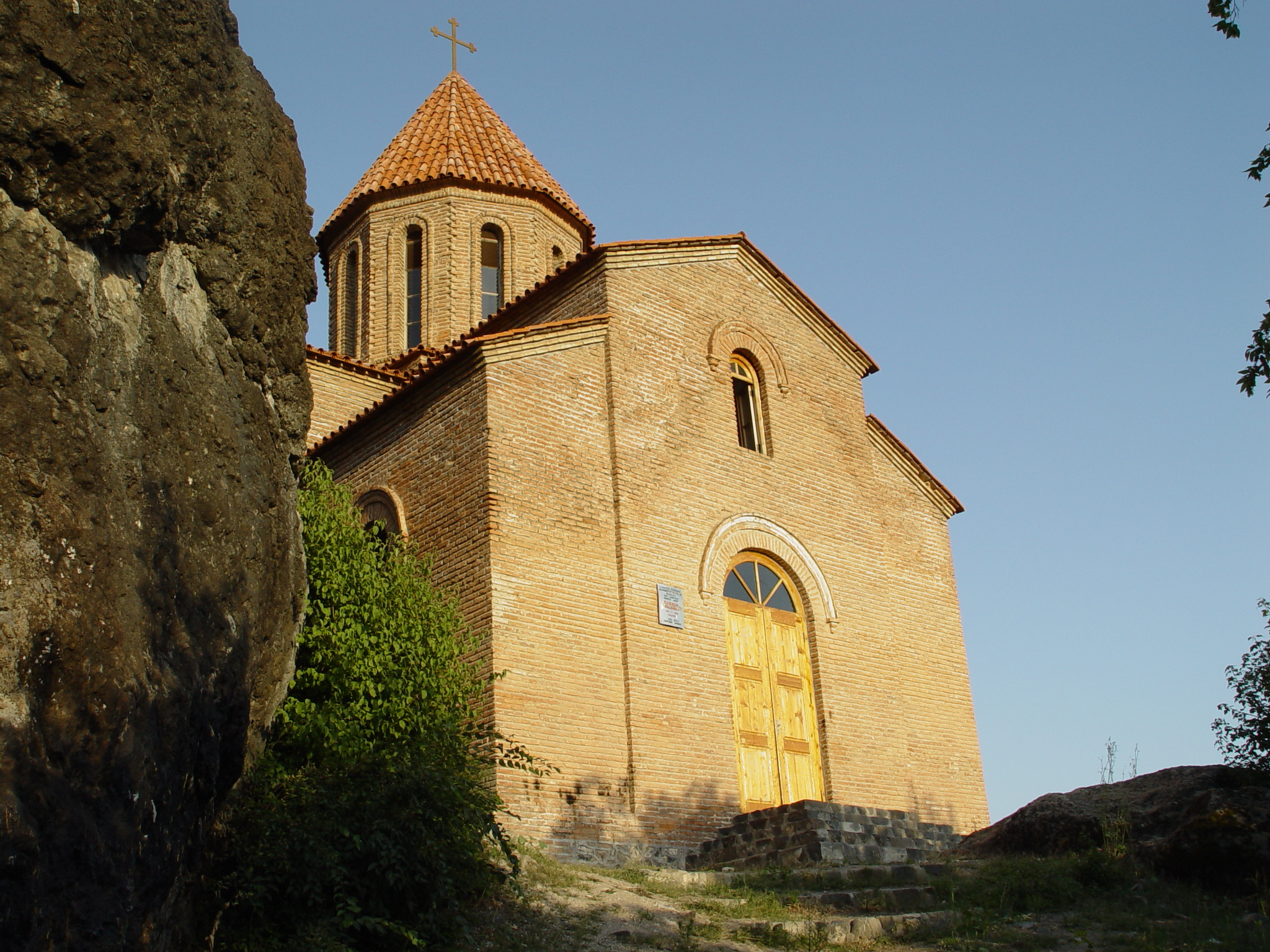
Il Monastero di Kurmuk

Il re Urnayr, il sovrano caucasico dell'Albania, adottò ufficialmente il cristianesimo come religione di stato nel IV secolo, e l'Albania rimase uno stato cristiano fino all'VIII secolo. Il controllo sasanide si concluse con la sconfitta degli arabi musulmani nel 642 dell'era Cristiana, attraverso la conquista musulmana della regione. 
Tra i monumenti del patrimonio culturale dell'architettura albanese si può notare la basilica di Kum, il tempio rotondo in Lekit, il Monastero di Yeddi Kilse, il Monastero di Khudaveng, il Monastero di Aghoghlan, la Moschea di Kurmuk, le costruzioni di difesa come Fortezza del Derbent, la Fortezza Javanshir, Fortezza Chiragqala ecc.

### Cultura musulmana
Dopo la conquista araba dell'Albania Caucasica e dell'Armenia (VII secolo) e la diffusione dell'Islam nel territorio dell'attuale Azerbaigian, la cultura musulmana iniziarono a svilupparsi. Furono costruite moschee, minareti, madrase e mausolei che erano popolari principalmente forme ornamentali di arte decorativa. Nei IX-X secoli con l'indebolimento del califfato arabo nel territorio dell'attuale Azerbaigian, abitato da popoli di lingua iranica, tribù nomadi turche, curdi, albanesi caucasici, emersero un certo numero di piccoli stati, nelle città di cui (Barda, Shamakhi, Balakan, Ganja, Naxçıvan) si formarono scuole di architettura e d'arte locali tra questi - quella di Nakhichevan, caratterizzata dalla magnificenza della decorazione ceramica degli edifici, Shirvan-Absheron, che differisce in contrasto con la levigatezza delle pareti in pietra e lo sviluppo plastico degli elementi architettonici.

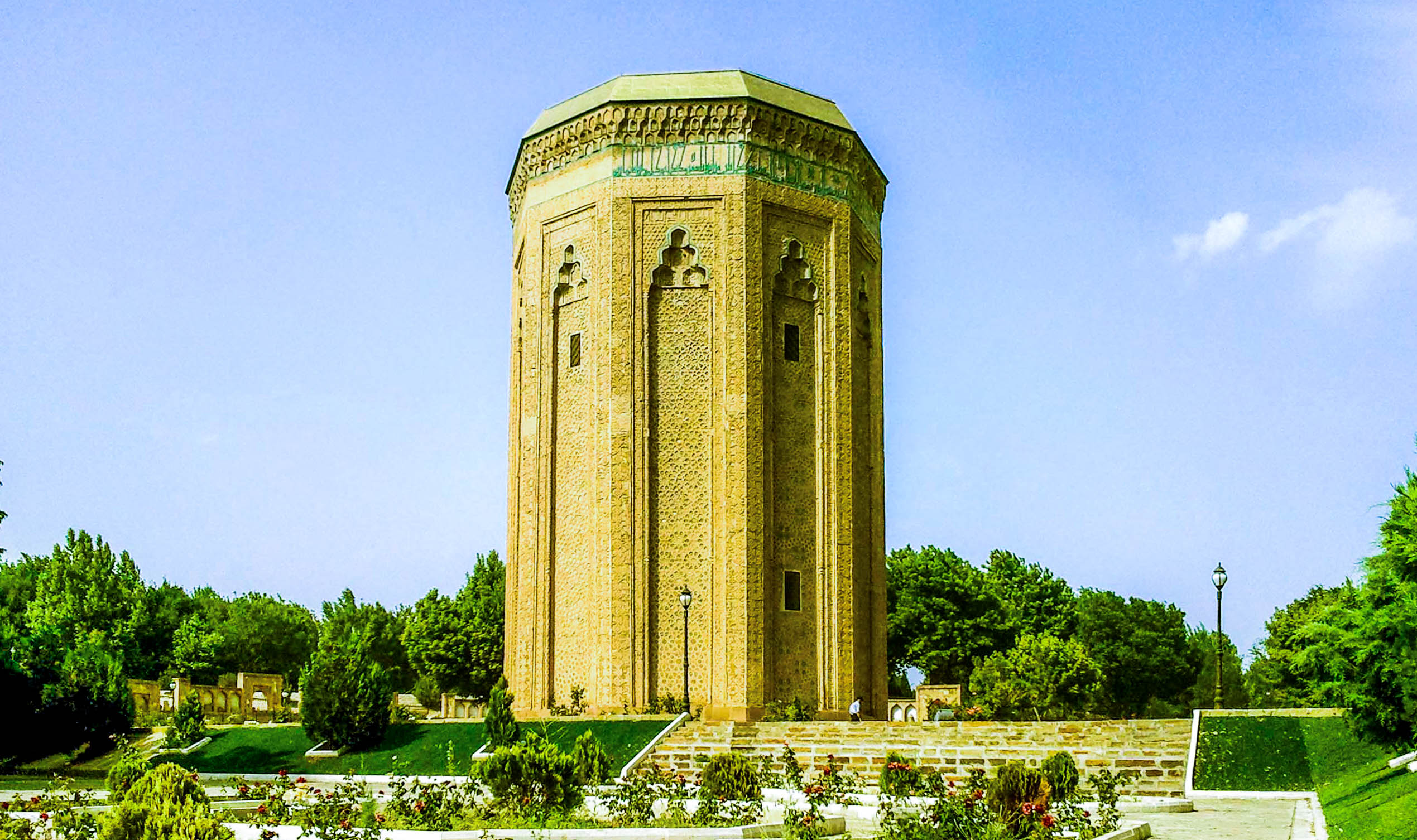
Mausoleo di Momina Khatun

Nell'XI-inizio del XIII secolo, il territorio dell'Azerbaigian moderno faceva parte dell'Impero selgiuchide. La dinastia dei Ildegizidi, che governava la regione, sviluppava la civiltà persiano-islamica. Gli eccezionali monumenti musulmani dell'arte di quest'epoca sono i mausolei di Nakhichevan (Momina-khatun, Yusuf ibn Kuseyir), la Torre della Vergine di Baku ecc. 
Nel primo quarto del XIII secolo queste terre furono conquistate dai mongoli. Durante il XIII-XIV secolo, all'epoca delle Kesranidi, risalgono il castello rotondo a Mardakan, la fortezza Nardaran, Khanqa sul fiume Pirsagat, le "pietre Bayil" (rilievo del fregio epigrafico del castello del 13 ° secolo affondato nella baia di Baku). Allo stesso tempo, vari prodotti in metallo Nakhichevan, le ceramiche dipinte di Balakan e Ganja. Nei secoli XIV-XVI  con la crescita delle città, si sviluppa l'architettura del mattone e pietra, uno dei quali è il palazzo degli Shirvanshah a Baku, eretto a metà del XV secolo. Le tradizioni delle scuole locali continuarono nei mausolei del periodo mongolo del XIV secolo, come nel mausoleo di Barda e nel mausoleo di Karabaglar, nel mausoleo Khachin-Turbetli (1314), nell'architettura della fortezza del castello del XIV secolo nel villaggio di Ramana. Interessante è il sepolcro a cupola a due livelli di Diri Baba nella città di Maraza (1402). Nel XVIII secolo, a Sheki fu costruito Il Palazzo del Khan, il gioiello di architettura orientale.

### Cultura nei tempi moderni
Essendo una parte dell'Impero russo all'inizio del XIX secolo aprì la strada per l'Azerbaigian per introdursi alla cultura russa e, tramite quella, alla cultura mondiale. Il vero fondatore, capostipite di questa cultura era un illuminista Mirzə Fətəli Axundov (1812-1878). Axundov è il fondatore della drammaturgia nazionale azera. Tra gli autori che hanno creato nella terra dell'Azerbaigian, bisogna menzionare il poeta-satirico famoso Mirza Alakbar Sabir (1862-1911), lo scrittore e satirico Jalil Mammadguluzade, che era direttore della famosa rivista satirica "Molla Nasreddin".
Tra gli autori del XX secolo, il rappresentante del realismo socialista in Azerbaigian è il drammaturgo Cəfər Cabbarlı (1899-1934), i poeti sovietici Samad Vurgun, Suleiman Rustam, Rasul Rza, così come lo scrittore Leonid Zorin, nativo di Baku.
Il fondatore dell'opera nazionale dell'Azerbaigian è Uzeyir Hajibeyov, due volte vincitore del Premio Stalin che ha composto opere come "Leyli e Mejnun" (1908), "Arshin Mal Alan" (1913), "Korogly" (1936). Uzeyir Hajibeyov è anche l'autore della musica dell'inno nazionale dell'Azerbaigian. Nel 1940 Afrasiyab Badalbeyli creò il primo balletto azero e il primo balletto nell'oriente musulmano - "La torre della vergine".